# Philygria tirolis
Philygria tirolis är en tvåvingeart som först beskrevs av Cresson 1930.  Philygria tirolis ingår i släktet Philygria och familjen vattenflugor.
Artens utbredningsområde är Österrike. Inga underarter finns listade i Catalogue of Life.